# ویگی فنکنکس
ویگی فنکنکس (به فرانسوی: Veigy-Foncenex) یک کمون در فرانسه است که در Canton of Douvaine واقع شده‌است.

## خصوصیات
ویگی فنکنکس ۱۳ کیلومترمربع مساحت و ۲٬۵۰۲ نفر جمعیت دارد.